# Epilampra crossea
Epilampra crossea är en kackerlacksart som beskrevs av Henri Saussure 1864. Epilampra crossea ingår i släktet Epilampra och familjen jättekackerlackor. Inga underarter finns listade i Catalogue of Life.